# Laetesia chathami
Espèce
Laetesia chathami est une espèce d'araignées aranéomorphes de la famille des Linyphiidae.

## Distribution
Cette espèce est endémique des îles Chatham en Nouvelle-Zélande,.

## Étymologie
Son nom d'espèce lui a été donné en référence au lieu de sa découverte, les îles Chatham.

## Publication originale
- Millidge, 1988 : The spiders of New Zealand: Part VI. Family Linyphiidae. Otago Museum Bulletin, vol. 6, p. 35-67.